# Minhang (district)

District Minhang

Minhang (Vereenvoudigd Chinees: 闵行区, Traditioneel Chinees: 閔行區, pinyin: Mǐnháng Qū) is een district centraal gelegen in de stadsprovincie Shanghai, vlak ten zuiden van de binnenstad Puxi. Het district Minhang heeft een oppervlakte van 371,57 km² en telde in 2001 593.400 inwoners.
De Huangpu Jiang doorstroomt het district. De metro van Shanghai bedient het district met de lijnen 1, 5, 8 en 9.
Het district heeft naast vele zones voor residentiële bewoning eveneens industriezones, waaronder de Minhang Development Zone. Het Chinees ruimtevaartmuseum wordt gebouwd in Pujiang. Het ATP-toernooi van Shanghai wordt in dit district georganiseerd in de Qizhong Forest Sports City Arena, in Ma Qiao. De historische woonkern Qibao werd ook bekend door de bekende Zhang Chongren, vriend van Hergé. Gubei wordt door de aanwezigheid van vele buitenlandse expats, waaronder veel Japanners soms Little Tokyo genoemd. De East China Normal University is hier gevestigd. Ook de Shanghai Jiao Tong Universiteit heeft een campus in Minhang.
De Minpubrug verbindt de twee oevers van de Huangpu Jiang in Minhang.

## Galerij

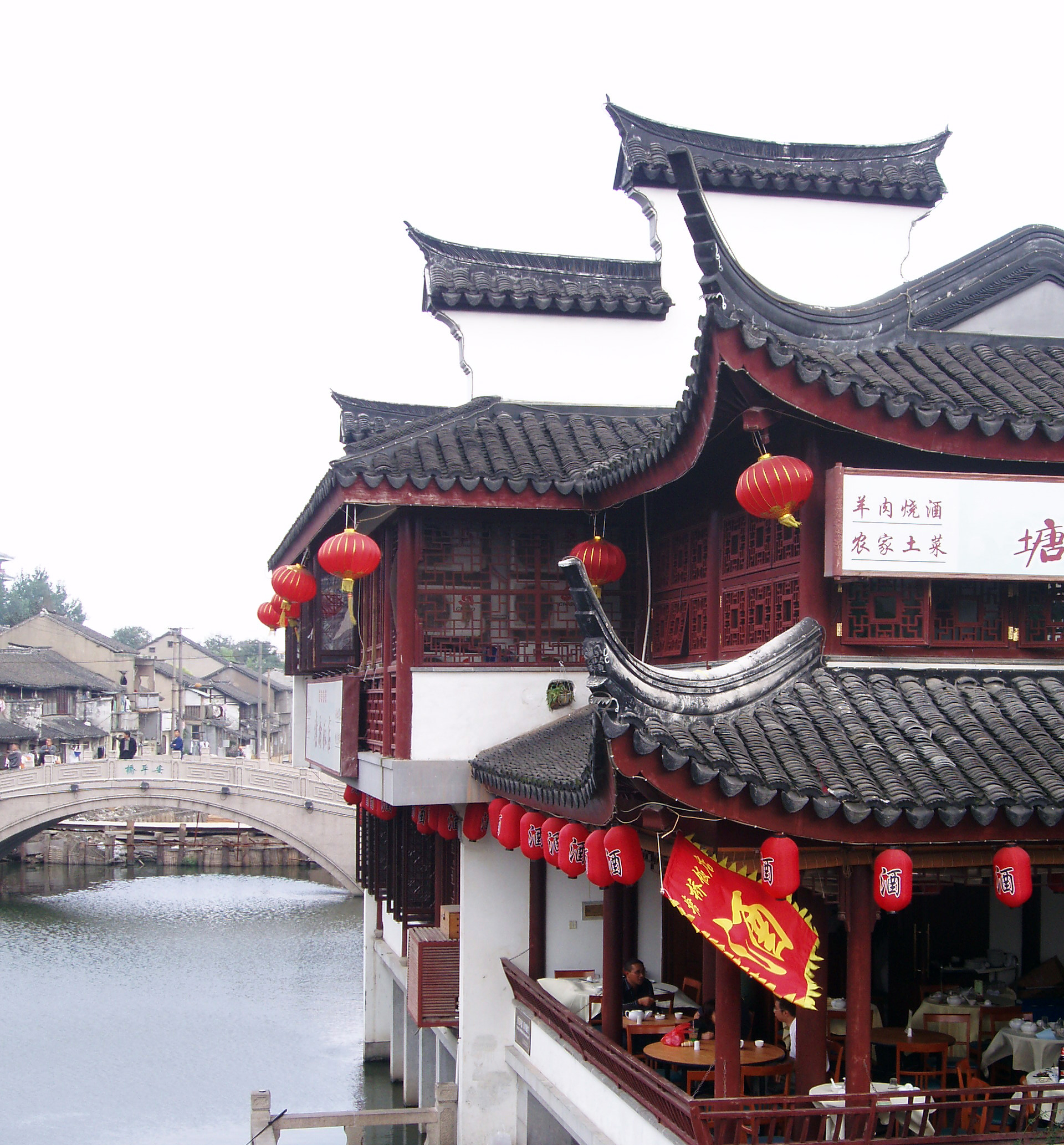
Bebouwing in het Minhang district
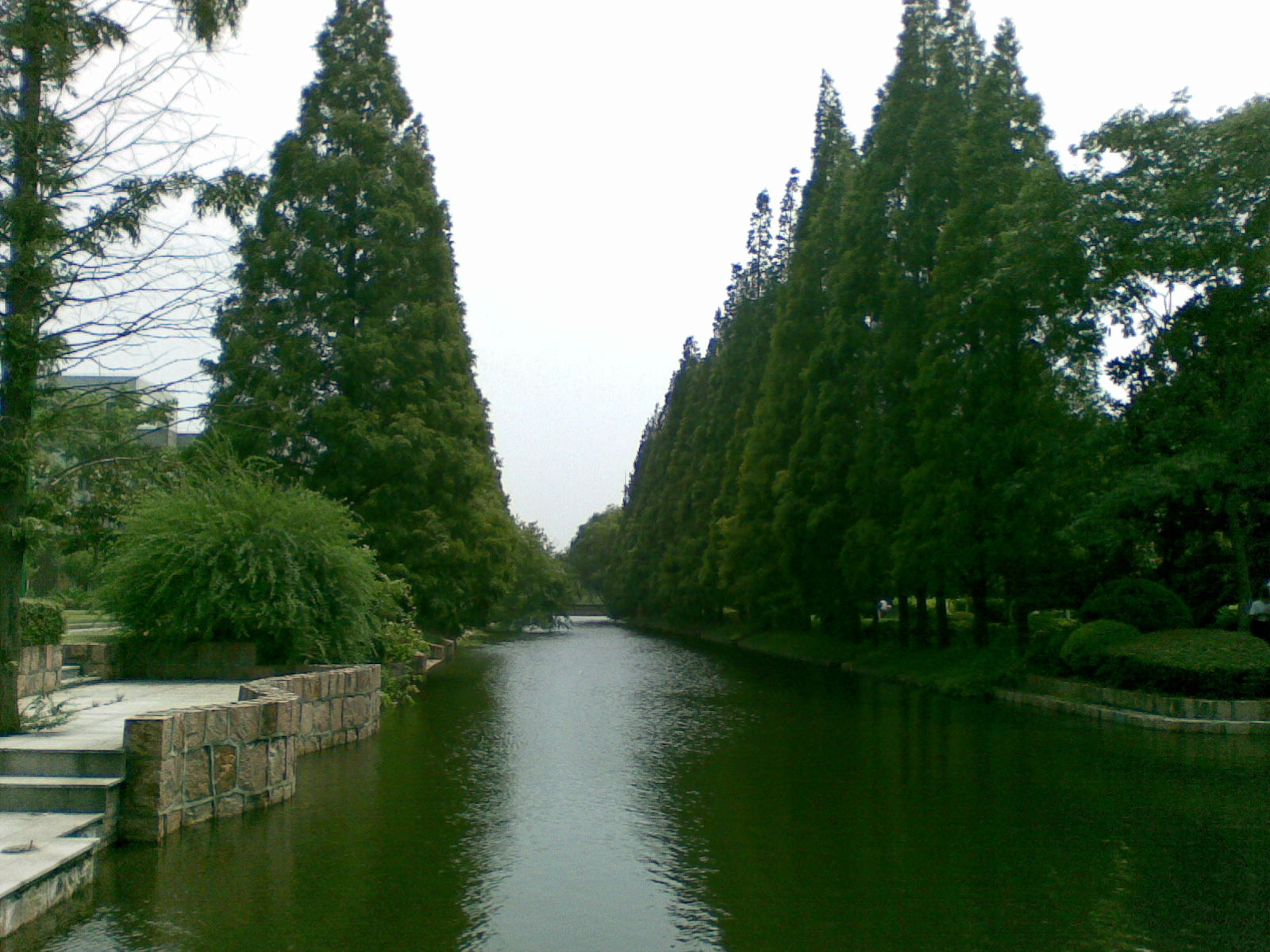
De Minhang campus van de Shanghai Jiao Tong Universiteit
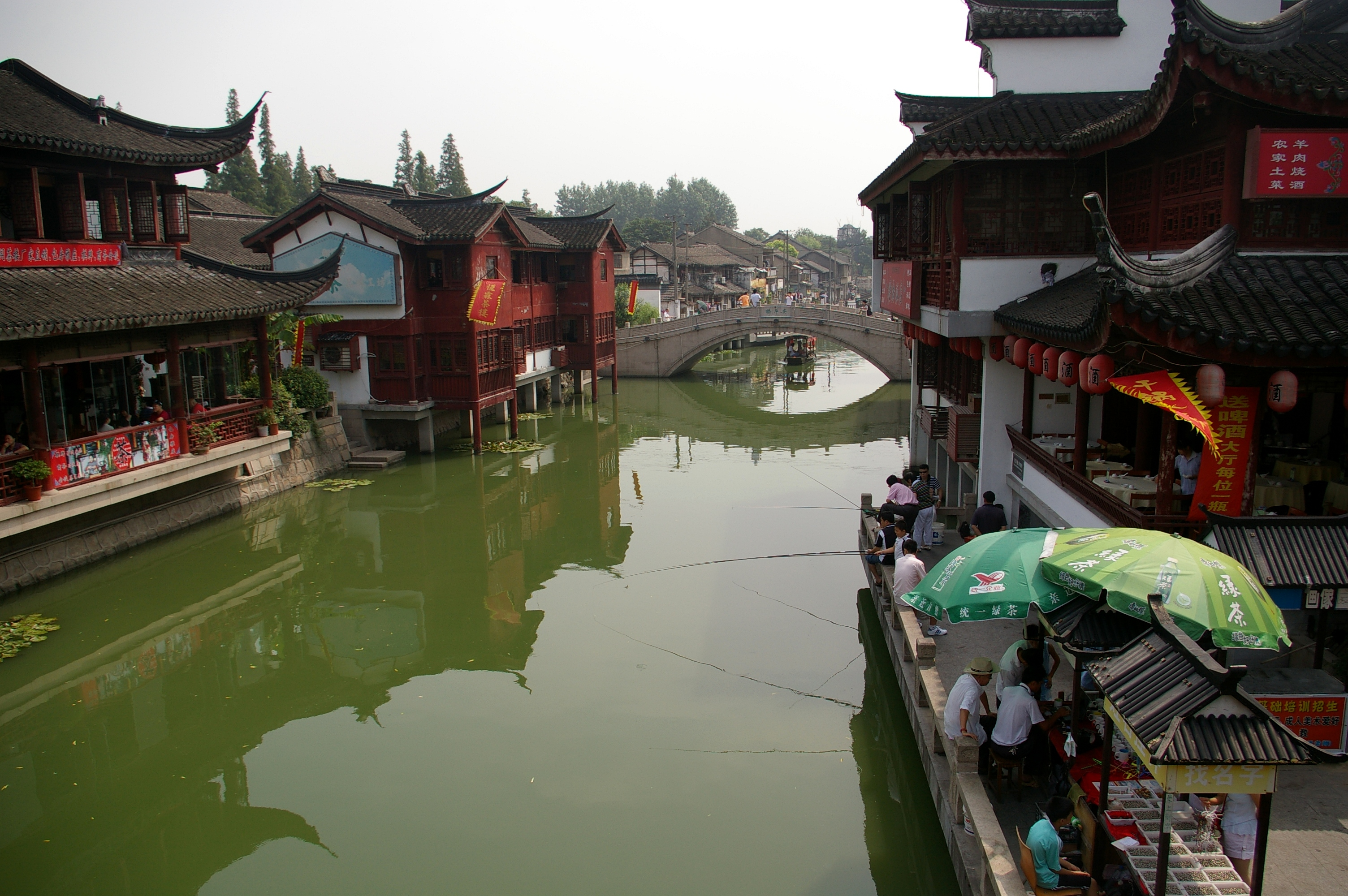
Het historische Qibao
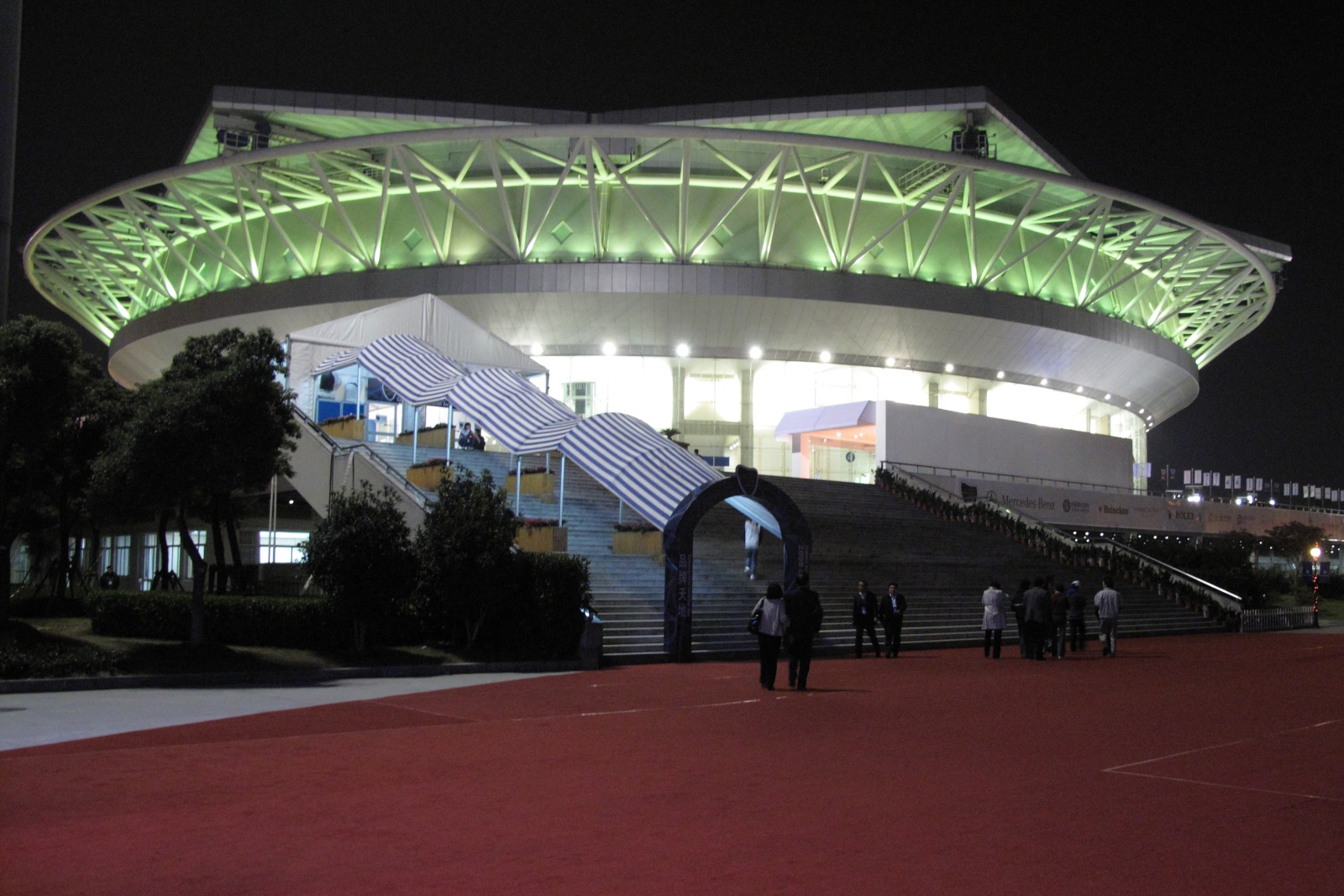
Qizhong Forest Sports City Arena